# Міст Петефі
Міст Петефі (угор. Petőfi híd) — міст через Дунай в Будапешті, що з'єднує Буду і Пешт. Міст носить ім'я одного з найвидатніших поетів Угорщини Шандора Петефі. До кінця Другої світової війни називався мостом Міклоша Горті.

## Історія
Рішення про необхідність будівництва нового мосту в Будапешті було прийнято парламентом ще в 1908 році, проте за різних організаційних зволікань роботи не були розпочаті до початку Першої світової війни. Ситуація змінилася після падіння Угорської Радянської Республіки та приходу до влади Міклоша Горті. У 1930 році був оголошений конкурс на будівництво мосту, в якому взяли участь 17 проєктів. Як і у випадку з мостом Ержебет, будівництво почалося за проєктом, який навіть не брав участь у конкурсі. Автором проєкту був інженер Паль Альдьяї-Хуберт, будівництво моста почалося в 1933 році. Будівельні роботи широко висвітлювалися в засобах масової інформації, наприклад будівництво опор коментував з кесонної камери радиорепортер, який спустився разом з робітниками на дно Дунаю. Зведення мосту було завершено в 1937 році.
В січні 1945 року при відступі сапери вермахту підірвали цей міст, як і інші мости Будапешта. Відновлювальні роботи тривали кілька років і закінчилися 25 листопада 1952 року, коли відбулося відкриття мосту та його перейменування на честь Шандора Петефі, національного поета Угорщини, учасника Угорської революції 1848-1849 років.